# Емоционална дисрегулация
Емоционалната дисрегулация (ЕД) е набор от емоционални реакции, които не попадат в рамките на желания обхват на емоционална реакция предвид стимулите.
ЕД може да бъде свързана с преживяване на ранна психологическа травма, мозъчно увреждане или хронично малтретиране (като насилие над деца, занемареност към деца или институционално пренебрегване/злоупотреба) и свързани разстройства като реактивно разстройство на привързаността. Тя може да присъства при хора с психиатрични разстройства като хиперактивното разстройство с дефицит на вниманието (СДВХ), разстройствата от аутистичния спектър, биполярното разстройство, граничното разстройство на личността, комплексното посттравматично стресово разстройство и разстройствата от феталния алкохолен спектър. В такива случаи като гранично разстройство на личността и комплексно посттравматично стресово разстройство, свръхчувствителността към емоционални стимули причинява по-бавното връщане към нормално емоционално състояние. Това се проявява биологично чрез дефицити във фронталната кора на мозъка. Като такъв периодът след травматично мозъчно увреждане, като разстройство на фронталния лоб, може да бъде белязан от ЕД. Това важи и за невродегенеративните заболявания.
Възможните прояви на ЕД включват силна плачливост, гневни изблици или поведенчески изблици като унищожаване или хвърляне на предмети, агресия към себе си или към другите и заплахи за самоубийство. Нарушаването на емоционалната регулация може да доведе до поведенчески проблеми и да попречи на социалните взаимодействия и взаимоотношения на човек у дома, в училище или на работното му място.

## Детска психопатология
Има връзки между детската ЕД и по-късната психопатология. Например симптомите на Синдрома на дефицит на вниманието и хиперактивност (СДВХ) са свързани с проблеми с емоционалната регулация, мотивация и възбудимост. Проучване установява връзка между ЕД на 5 и 10 месеца и докладваните от родителите проблеми с гнева и дистреса на 18 месеца. Ниските нива на поведение на емоционална регулация на 5 месеца също са свързани с несъответстващо поведение на 30 месеца. Въпреки че са открити връзки между ЕД и детската психопатология, механизмите за това как са свързани ранната ЕД и по-късната психопатология все още не са ясни.

## Симптоми
Пушенето, самонараняването, хранителните разстройства и пристрастяването са свързани с ЕД. Соматоформните разстройства могат да бъдат причинени от намалената способност за регулиране и преживяване на емоции или от неспособността за изразяване на емоции по положителен начин. Индивидите, които имат затруднения с регулирането на емоциите, са изложени на риск от хранителни разстройства и злоупотреба с вещества, тъй като използват храната или веществата като начин за регулиране на емоциите си. ЕД се открива и при хора, които имат повишен риск от развитие на психично разстройство, особено афективно разстройство като депресия или биполярно разстройство.

### Детство
Дисрегулацията е по-разпространена в тази възрастова група и обикновено се наблюдава, че намалява с развитието на децата. По време на ранното детство ЕД или реактивността се считат по-скоро за ситуационни, отколкото за показателни за емоционални разстройства. Важно е да се разглеждат разстройствата на настроението на родителите като генетични и екологични детерминанти. Децата на родители със симптоми на депресия са по-малко склонни да научат стратегии за регулиране на емоциите си и са изложени на риск от наследяване на разстройство на настроението. Когато родителите имат затруднения с регулирането на емоциите си, те често не могат да научат децата си да ги регулират правилно. Ролята на родителите в развитието на детето се признава от Теорията на привързаността, която твърди, че характеристиките на връзката грижещ се-дете оказват влияние върху бъдещите взаимоотношения. Настоящите изследвания показват, че отношенията родител-дете, характеризиращи се с по-малко привързаност и по-голяма враждебност, могат да доведат до развиване на проблеми с емоционалната регулация на децата. Ако емоционалните нужди на детето се игнорират или отхвърлят, то може да изпита по-големи трудности при справянето с емоциите в бъдеще. Освен това конфликтът между родителите е свързан с повишена емоционална реактивност или дисрегулация при децата. Други включени фактори включват качеството на връзката с връстниците, темперамента на детето и социалното или когнитивното разбиране. Освен това загубата или скръбта могат да допринесат за ЕД.
Изследванията показват, че неуспехите в емоционалната регулация могат да бъдат свързани с проява на актинг аут, екстернализирани разстройства или поведенчески проблеми. Когато им се представят предизвикателни задачи, децата, за които е установено, че имат дефекти в емоционалната регулация (висок риск), прекарват по-малко време в изпълнение на задачите и повече време в избухвания или нерви, отколкото децата без проблеми с емоционалната регулация (нисък риск). Децата с висок риск имат затруднения със саморегулацията и затруднения да изпълняват исканията на грижещите се за тях, и са по-предизвикателни. ЕД също е свързана със социалното оттегляне в детството.

#### Интернализирани поведения
ЕД при децата може да бъде свързана с интернализирано поведение, включително:
- детето показва емоции, твърде интензивни за дадена ситуация
- изпитва трудности при успокояване, когато е разстроено
- изпитва трудности при намаляване на негативните емоции
- има по-малка способност за успокояване
- има затруднено разбиране на емоционалните преживявания
- става отбягващо или агресивно при справяне с негативни емоции
- изпитва повече негативни емоции

#### Екстернализирани поведения
ЕД при децата може да бъде свързана с екстернализирано поведение, включително:
- детето проявя по-екстремни емоции
- има затруднено идентифициране на емоционални знаци
- има трудности при разпознаването на собствените си емоции
- фокусира се върху негативното
- има затруднено контролиране на вниманието
- импулсивно е
- има трудности при намаляване на негативните емоции
- има трудности при успокояване, когато е разстроено

### Юношество
При подрастващите ЕД е рисков фактор за много психични разстройства, включително депресивни разстройства, тревожни разстройства, посттравматично стресово разстройство, биполярно разстройство, гранично разстройство на личността, разстройство, свързано с употребата на вещества, разстройство, свързано с употребата на алкохол, хранителни разстройства, опозиционно предизвикателно разстройство и разрушително разстройство на дисрегулацията на настроението. Дисрегулацията също е свързана със самонараняване, суицидна идеация, опити за самоубийство и рисково сексуално поведение. ЕД не е диагноза, а индикатор за емоционален или поведенчески проблем, който може да се нуждае от намеса.
Теорията за привързаността и идеята за несигурна привързаност е замесена в ЕД. По-голямата сигурност на привързаността корелира с по-малко ЕД при дъщерите. Освен това се наблюдава, че повече тийнейджърки се борят с ЕД, отколкото тийнейджъри. Препоръчва се професионално лечение, като терапия или прием в психиатрично заведение.

### Зрели години
ЕД има тенденция да се представя като емоционални реакции, които може да изглеждат прекомерни в сравнение със ситуацията. Индивидите с ЕД може да имат трудности да се успокоят, да избегнат трудни чувства или да се съсредоточат върху негативното. Средно жените са склонни да постигат по-висок резултат по скалите за емоционална реактивност от мъжете. Проучване в Университетския колеж в Ирландия установи, че дисрегулацията корелира с негативните чувства относно способността на човек да се справя с емоциите и преживявания при възрастни. Те също така установяват че дисрегулацията е често срещана в извадка от индивиди, които не са засегнати от психични разстройства.

## Въздействие върху взаимоотношенията

### Установени взаимоотношения
Връзките обикновено са свързани с по-добро благосъстояние, но неудовлетвореността във връзките може да доведе до повече разводи, влошено здраве и потенциално насилие. ЕД играе роля в качеството на връзката и цялостното удовлетворение. За емоционално нерегулираните индивиди може да бъде трудно да поддържат здрави взаимоотношения. Хората, които се борят с ЕД, често екстернализират, интернализират или дисоциират, когато са изложени на стрес. Тези поведения са опити за регулиране на емоциите, но често са неефективни за справяне със стреса във взаимоотношенията. Това обикновено се проявява като силно безпокойство около взаимоотношенията, слаба способност за поставяне и поддържане на граници, чести и вредни спорове, загриженост за самотата, притеснения за загубата на връзка и ревниви или идеализиращи чувства към другите. Тези чувства могат да бъдат придружени от поведение, търсещо подкрепа, като вкопчване, задушаване или стремеж към контрол.
Противоположността на ЕД – емоционалната регулация, укрепва взаимоотношенията. Способността да се регулират негативните емоции по-специално е свързана с положително справяне и по този начин с по-високо удовлетворение от връзката. Емоционалната регулация и комуникационните умения са свързани със сигурна привързаност, която е свързана с по-висока партньорска подкрепа, както и с откритост при обсъждане на негативни преживявания и разрешаване на конфликти. От друга страна ЕД има отрицателно въздействие върху взаимоотношенията. Множество проучвания отбелязват ефектите от ЕД върху качеството на връзката. Едно проучване установява, че удовлетворението от връзката е по-ниско при двойки, които нямат контрол на импулсите или регулаторни стратегии. Друго проучване установява, че емоционалната реакция както на съпрузите, така и на съпругите е отрицателно свързана с качеството на брака, както и с възприемането на отзивчивостта на партньора. Литературата заключава, че дисрегулацията увеличава случаите на възприемане на критика, допринася за физическото и психическото насилие и влошава депресията, тревожността и сексуалните затруднения. Наблюдавано е също така, че дисрегулацията понижава емпатията и намалява удовлетвореността от връзката, качеството и интимността.

#### Сексуално здраве
Изследванията противоречат дали по-високите нива на емоционална реактивност са свързани с увеличаване или намаляване на сексуалното желание. Освен това този ефект може да се различава между мъжете и жените въз основа на наблюдаваните разлики в емоционалната реактивност между половете. Някои изследвания твърдят, че по-високата емоционална реактивност при жените е свързана с по-голямото сексуално привличане на техните мъжки партньори. Трудностите в регулирането на емоциите обаче са свързани с по-лошо сексуално здраве, както по отношение на способностите, така и на цялостното удовлетворение.
ЕД играе роля при сексуалните контакти без съгласие и с насилие. Уменията за емоционална регулация предотвратяват вербалната принуда чрез регулиране на чувствата на сексуално привличане при мъжете. Следователно липсата на умения за емоционална регулация може да причини както интернализирано, така и екстернализирано поведение в сексуален контекст. Това може да означава насилие, което може да служи като стратегия за регулиране на емоциите. В контекст на ненасилие несигурно привързаните индивиди може да се стремят да задоволят нуждата си от връзка или да разрешат проблеми в отношенията със секс. Комуникацията също може да бъде възпрепятствана, тъй като ЕД е свързана с неспособност за изразяване на себе си в сексуални ситуации. Това може да доведе до виктимизация, както и до допълнителни сексуални затруднения. По този начин способността както за разпознаване на емоциите, така и за изразяване на отрицателни емоции е важна за комуникацията и социалното приспособяване, включително в сексуален контекст.

#### Медиаторни ефекти
Докато личните характеристики и опит могат да допринесат за екстернализиране и интернализиране на поведението, както е изброено по-горе, емоционалната регулация има междуличностен аспект. Двойките, които ефективно регулират съвместно, имат по-високо емоционално удовлетворение и стабилност. Откритото обсъждане на емоциите във връзката може да помогне да се утвърдят чувствата на несигурност и да насърчи близостта. За партньори, които се борят с ЕД, има налични лечения. Терапията за двойки се е доказала като ефективен метод за подобряване на удовлетвореността и качеството на връзката чрез положително въздействие върху процеса на емоционална регулация в отношенията.

## Защитни фактори
Ранният опит с грижещите се може да доведе до различия в емоционалната регулация. Отзивчивостта на грижещия се за сигналите на бебето може да помогне на бебето да регулира емоционалните си системи. Стиловете на взаимодействие с грижещите се, които завладяват детето или са непредвидими, могат да подкопаят развитието на емоционалната регулация. Ефективните стратегии включват работа с детето за подпомагане на развитието на самоконтрола, като моделиране на желаното поведение, вместо да се изисква то.
Богатството на средата, на която е изложено детето, помага за развитието на емоционалната регулация. Средата трябва да осигурява подходящи нива на свобода и ограничения. Средата трябва да позволява на детето да практикува саморегулация. Среда с възможности за практикуване на социални умения без свръхстимулация или прекомерно разочарование помага на детето да развие умения за саморегулация.

## Употреба на вещества
Изследвани са няколко променливи, за да се обясни връзката между ЕД и употребата на вещества при млади възрастни, като малтретиране на деца, нива на кортизол, семейна среда и симптоми на депресия и тревожност.
Вилена-Чърчил и Голдщайн (2014) изследват връзката между малтретирането в детството и ЕД. Установено е, че по-тежкото малтретиране в детска възраст е свързано с увеличаване на трудностите при регулиране на емоциите, което от своя страна е свързано с по-голяма вероятност за справяне с употребата на марихуана.
Кливър и др. (2016) правят проучване за връзката между негативния семеен емоционален климат, ЕД, притъпения антиципационен кортизол и употребата на вещества при юноши. Установено е, че повишеният негативен семеен емоционален климат е свързан с високи нива на ЕД, която след това е свързана с повишената употреба на вещества. Вижда се, че момичетата имат притъпени очаквани нива на кортизол, което също е свързано с увеличаване на употребата на вещества. Събитията от детството и семейният климат с ЕД са и двата фактора, привидно свързани с употребата на вещества.
Просек, Джордано, Вьолнер, Прайс и Макълоу (2018) изследват връзката между психичното здраве и емоционалната регулация при колегиалните потребители на забранени вещества. Употребяващите незаконни наркотици съобщават за по-високи нива на депресия и симптоми на тревожност. ЕД е по-забележима при употребяващите незаконни наркотици, в смисъл че те имат по-малко яснота и са по-малко наясно с емоциите си, когато емоциите се случват.

## Лечение
Много хора изпитват дисрегулация и понякога могат да се борят с неконтролируеми емоции. По този начин е важно да се вземат предвид потенциалните основни проблеми при определяне на тежестта. Тъй като способността за правилно изразяване и регулиране на емоциите е свързана с по-добри взаимоотношения и психично здраве, родителската подкрепа може да помогне за регулиране на емоциите на деца, борещи се с ЕД. Обучението за подпомагане на родителите да се справят с този проблем се фокусира върху предвидимостта и последователността. Смята се, че тези принципи осигуряват комфорт, като създават усещане за познатост и следователно безопасност.
Докато когнитивната поведенческа терапия е най-широко предписваното лечение за такива психиатрични разстройства, често предписваното психотерапевтично лечение за ЕД е диалектическата поведенческа терапия – психотерапия, която насърчава използването на внимателност, концепция, наречена „диалектика“, и акцент върху важността на валидирането и поддържане на здравословни поведенчески навици.
Когато се диагностицира като част от СДВХ, често се използват инхибитори на обратното захващане на норадреналина и допамина като метилфенидат (риталин) и атомоксетин. Няколко проучвания също изказват надежда относно нефармакологичните лечения за хората със СДВХ и емоционални проблеми, въпреки че изследването е ограничено и изисква допълнително проучване.
Десенсибилизацията и преработката на движението на очите (EMDR) може да помогне за възстановяване от ЕД в случаите, когато дисрегулацията е симптом на предишна травма.
Извън терапията има полезни стратегии, които да помогнат на хората да разпознаят как се чувстват и да поставят разстояние между дадено събитие и техния отговор. Те включват внимателност, афирмация и водене на дневник на благодарност. Хипнозата може също да помогне за подобряване на емоционалната регулация. Йогата и аеробните упражнения също могат да бъдат терапевтични, като подпомагат регулирането и способността да се разбере как умът на човека влияе върху поведението.